# Ferrocarril Ober-Grafendorf–Gresten
El ferrocarril Ober-Grafendorf–Gresten, conegut popularment com el «Krumpe»o «Grestner Bahn» (carrilet de Gresten), era un ferrocarril de via estreta, amb un ample de via de 760 mm (l'anomenat ample bosnià) als contraforts dels Alps a la baixa Àustria. Era un ramal de la línia a via estreta Mariazellerbahn.
El tram de Wieselburg an der Erlauf cap a Gresten va ser modernitzat a l'ample ferroviari estàndard i queda operatiu per al transport de mercaderies. El tram entre Wieselburg i Ruprechthofen va ser tancat el febrer de 2000, el tram Ruprechthofen–Mank, al desembre de 2003 i, finalment, Mank-Ober-Grafendorf el desembre de 2010. El tram Ober-Grafendorf-Sankt Margarethen va ser recuperat com a línia turística explotada amb trens històrics. S'utilitza la locomotora històrica «Mh.6» i antics vagons de passatgers restaurats.

## Història
Amb la inauguració del ferrocarril de l'emperadriu Isabel (Kaiserin Elisabeth-bahn) a la dècada del 1850, l'oest de la Baixa Àustria va rebre la seva primera línia ferroviària. Les línies de les branques als contraforts meridionals dels Alps van ser construïdes fins al 1877 per la companyia Niederösterreichischen Südwestbahnen (ferrocarrils del sud-oest de la Baixa Àustri) amb la construcció del ferrocarril de Leobersdorf, i del ferrocarril de L'Erlauf. Va fallar un altre desenvolupament a la regió per la falta de mitjans financers, ja que hi havia un projecte de ferrocarril de via ampla entre Melk i Mank.

### La construcció de la primera secció

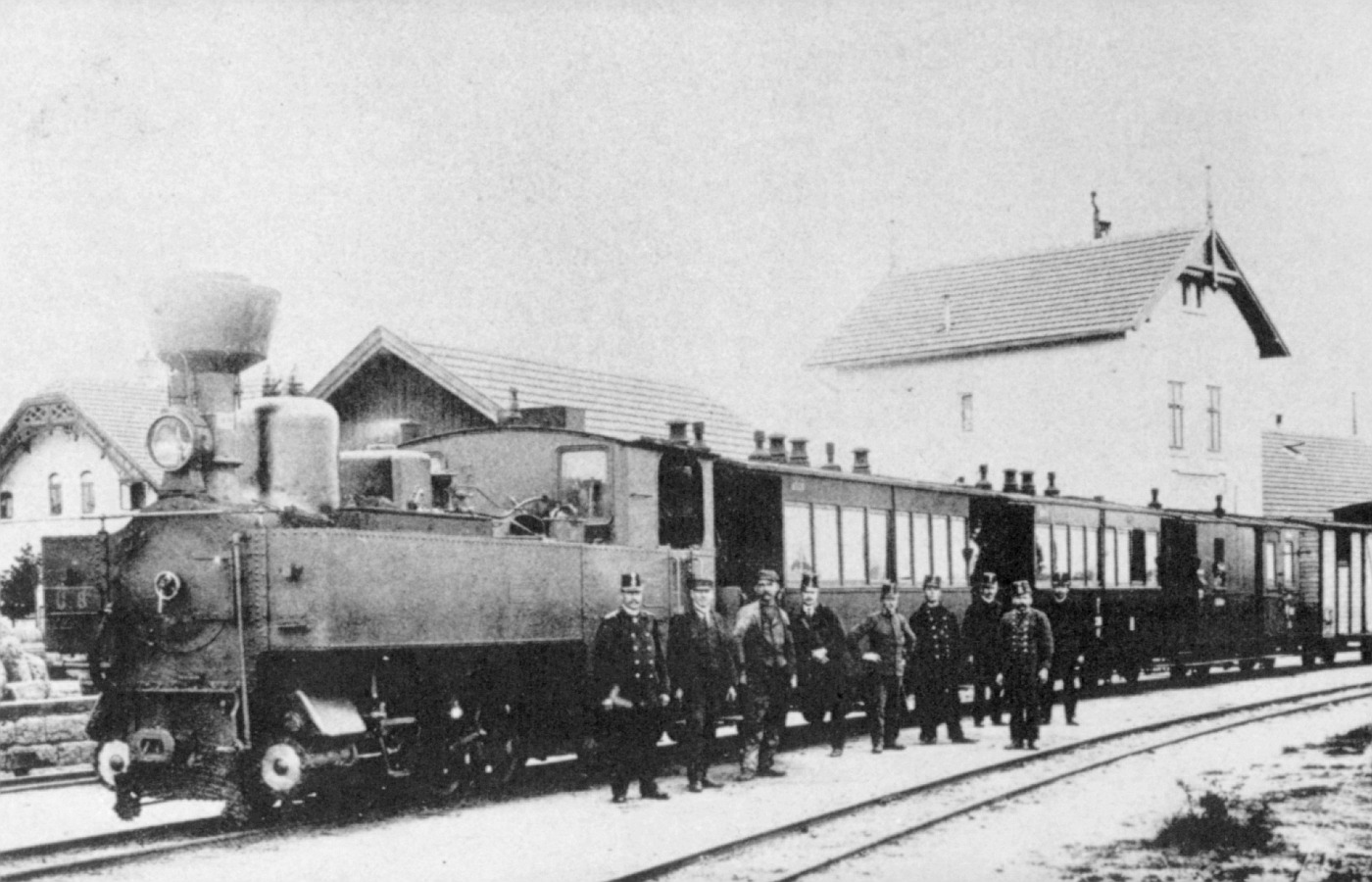
Tren típic del país amb una locomotora de la sèrie U a 1900, aquí, en el ferrocarril de via estreta de Waldviertler

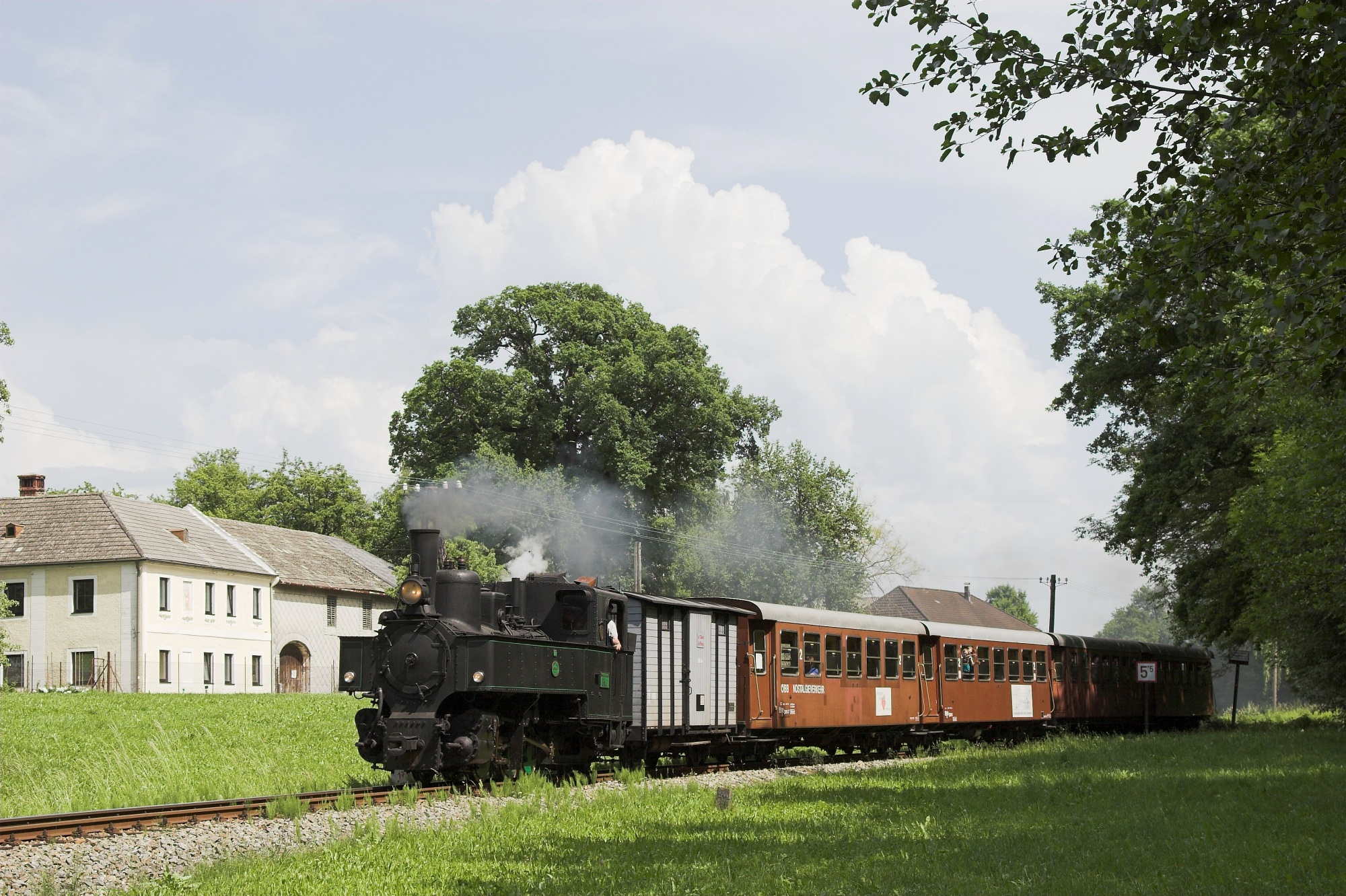
Tren especial amb la Bra.1 cap a Mank

El gener de 1895, la llei de trens de la Baixa Àustria i la creació de l'Oficina de Ferrocarrils de l'Estat de la Baixa Àustria, al maig del mateix any, relacionada amb la construcció i finançament dels ferrocarrils locals va fer la construcció i el finançament dels ferrocarrils molt més fàcil. El 6 de febrer de 1895 el parlament de la Baixa Àustria va decidir la construcció del ferrocarril de la vall del Pielach com a primera secció del previst ferrocarril a Mariazell. Aquest projecte va ser ampliat amb una branca de la línia cap a Mank en lloc de la inicialment desitjada via d'ample normal. La concessió per ambdues línies de ferrocarril es va fer el dia 11 de juliol de 1896. La construcció del branc Ober-grafendorf-Mank del ferrocarril de la vall del Pielach va començar el setembre de 1897, després de 13 mesos, es van completar els 18 quilòmetres del recorregut. El transport públic es va inaugurar el 27 de juliol de 1898, després de rebre la concessió de l'ús. Va fer l'explotació en ambdues branques entre St. Pölten i Kirchberg an der Pielach–Mank l'empresa pública Oficina ferroviària dels Lands (Landeseisenbahnamt), que posteriorment es va anomenar Niederösterreichische Landesbahnen. Des del començament es va planificar una extensió a Viselburg an der Erlauf o Gresten.
En la tracció dels trens es van utilitzar inicialment les locomotores de la sèrie U, amb trens mixtos (trens de mercaderies amb transport de passatgers) amb cotxes de passatgers i vagons de mercaderies de dos eixos. Només hi havia programats dos parells de trens amb cotxes de segona i tercera classe, que operaven des d'Ober-Grafendorf. Els passatgers cap a i des de St. Pölten havien de canviar de tren. Entre 1904 i 1908 també hi van haver-hi els automotors 10-12 per la ruta cap a Mank, amb els quals es podia ampliar l'oferta de manera rendible.

### Extensió cap a Ruprechtshofen
En 1901 es va presentar una petició per una extensió ràpida del ferrocarril de vis estreta cap a Wieselburg i Gresten al parlament de la Baixa Àustria.
Es va donar la concessió del següent tram de Mank a Ruprechtshofen el dia 1 de juny de 1904. Després d'iniciar la construcció al setembre de 1904, aquesta secció es va completar al juliol de l'any següent amb una llargada de 8,5 km. El 5 d'agost de 1905, aquesta secció es va obrir conjuntament amb l'extensió de la línia del Pielach a la fàbrica de Laubenbach solemnement. El 1909 es va introduir el transport de vagons d'ample estàndard mitjançant carros portadors (Rollböck).

### El ferrocarril local Ruprechtshofen–Gresten

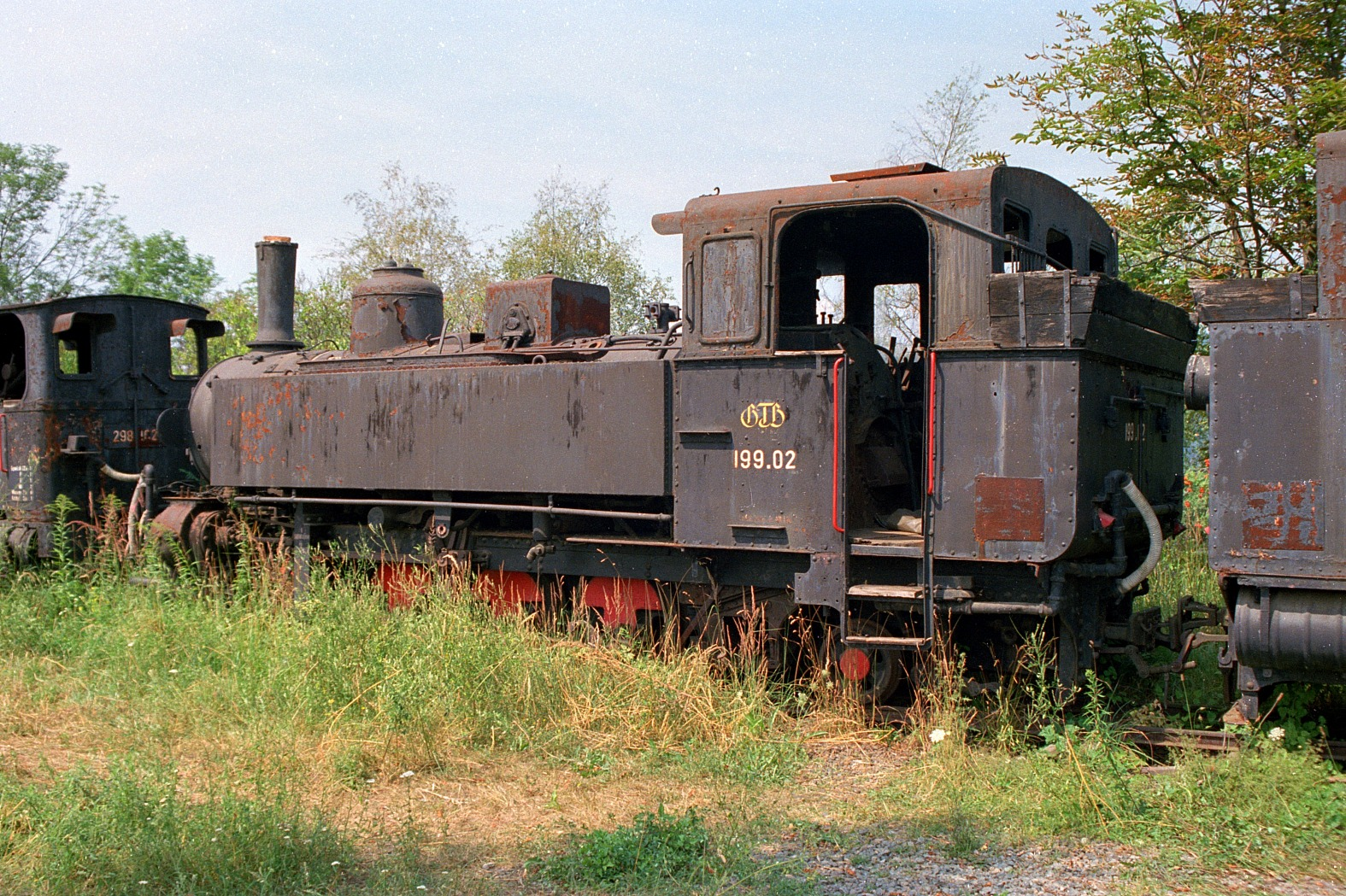
Tres locomotores de la sèrie P (ÖBB 199) construïdes en 1926 per l'extensió cap a Gresten.

Immediatament després de l'extensió a Ruprechtshofen es va iniciar la planificació per a la construcció posterior de la línia cap a Gresten. El 15 de juny de 1908 es va donar la pre-concessió per al projecte, les negociacions per a la construcció es van completar al novembre de 1909, però la concessió dels permisos de construcció es va retardar fins al març de 1913. En aquest mateix mes es va començar a treballar en aquesta secció més llarga del ferrocarril local. Per a la superestructura es va utilitzar material de via del tren de rodalies d'ample normal del Ferrocarril de Stammerdorf. No obstant això, després de l'escat de la Primera Guerra Mundial, l'intercanvi ferroviari previst no es va materialitzar. Com que tampoc s'hi disposava de cap altre material de via, el 20 d'agost de 1914 es van interrompre les obres de la via estreta, una vegada que es va finalitzar gran part de la subestructura i els ponts.
El gener de 1915, es va dotar de via un tram d'aproximadament un quilòmetre de llargada entre l'estació de ferrocarril de Wieselburg i Ruprechtshofen i utilitzat com a via fèrria material per a la construcció i subministrament d'un camp de presoners de guerra. Després de la guerra, el ferrocarril no es va acabar per raons econòmiques; el material existent, com una passarel·la de vianants i senyals de l'estació de Wieselburg es van desmantellar i es van utilitzar en altres ferrocarrils. El 3 d'octubre de 1924 la concessió va ser finalment retirada.
Quan els Ferrocarrils Federals van adquirir els ferrocarrils locals de la Baixa Àustria, l'obra inacabada va reprendrei el 1925 es va aconseguir el finançament el 1925 per continuar l'obra. Les complicacions de caràcter geològic, especialment al tram entre Randegg i Gresten, on la subestructura no es va completar totalment, va provocar retards i sobrecosts considerables. El 15 d'abril de 1927, es va a tornar a emetre la concessió per a la oficialment designat «ferrocarril local de Ruprechthofen a Gresten». El 29. La línia va ser estrenada el juny de 1927 pel president federal Michael Hainisch, i l'endemà es va obrir per al públic. Així va ser com la xarxa de via estreta des de Sankt Pölten es va completar amb la seva extensió màxima de 153,9 km. Les extensions posteriors i variants de planificació, especialment una connexió amb el ferrocarril de la vall d'Ybbs, ja no foren possibles. Per a la nova secció els Ferrocarrils Federals van comprar tres noves locomotores de la sèrie P i diversos vagons de passatgers i mercaderies.

### Introducció de la tracció diésel

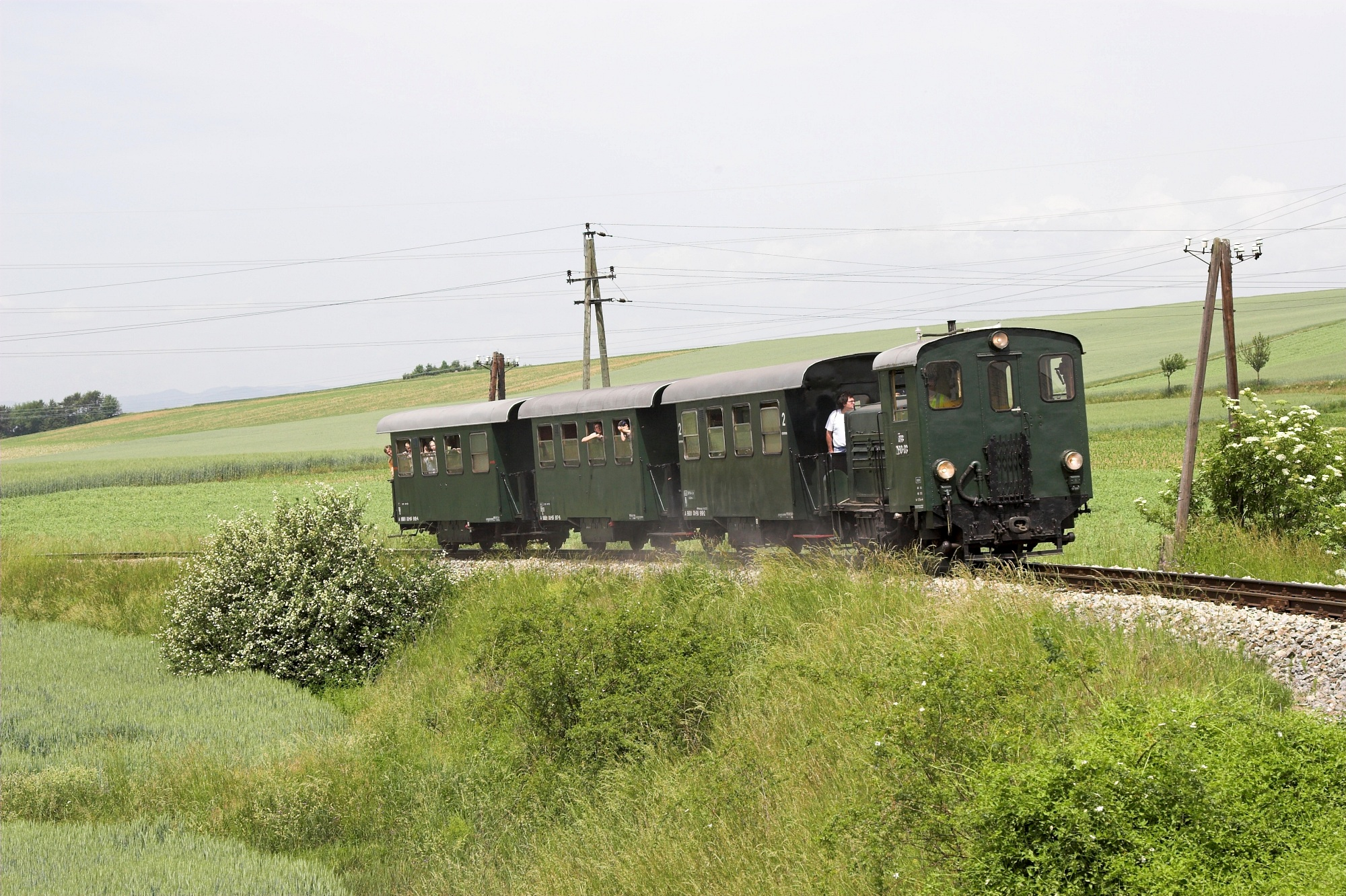
2190.03 remolcant la seva màxima càrrega

L'èxit econòmic no es va materialitzar al principi de la forma desitjada. Ja a la dècada dels anys 1930 hi havia proves d'una primera sol·licitud de tancament de la línia, que no obstant això va ser rebutjada per les autoritats competents el 1937. En un esforç per limitar els costós manteniment del vapor, el 1934 es van posar en servei dues locomotores dièsel. Les dues locomotores, conegudes com a ÖBB 2040/s eren de baix rendiment i només podien gestionar les pendents de la via fèrria local amb un màxim de tres cotxes de passatgers de dos eixos.
Després de l'Anschluss (annexió) de 1938 tots els ferrocarrils austríacs van ser integrats en la Deutsche Reichsbahn. Durant la guerra, l'any 1945 la Wehrmacht va fer saltar les instal·lacions ferroviàries a Ober-Grafendorf.

### Ferrocarrils Federals després de 1945

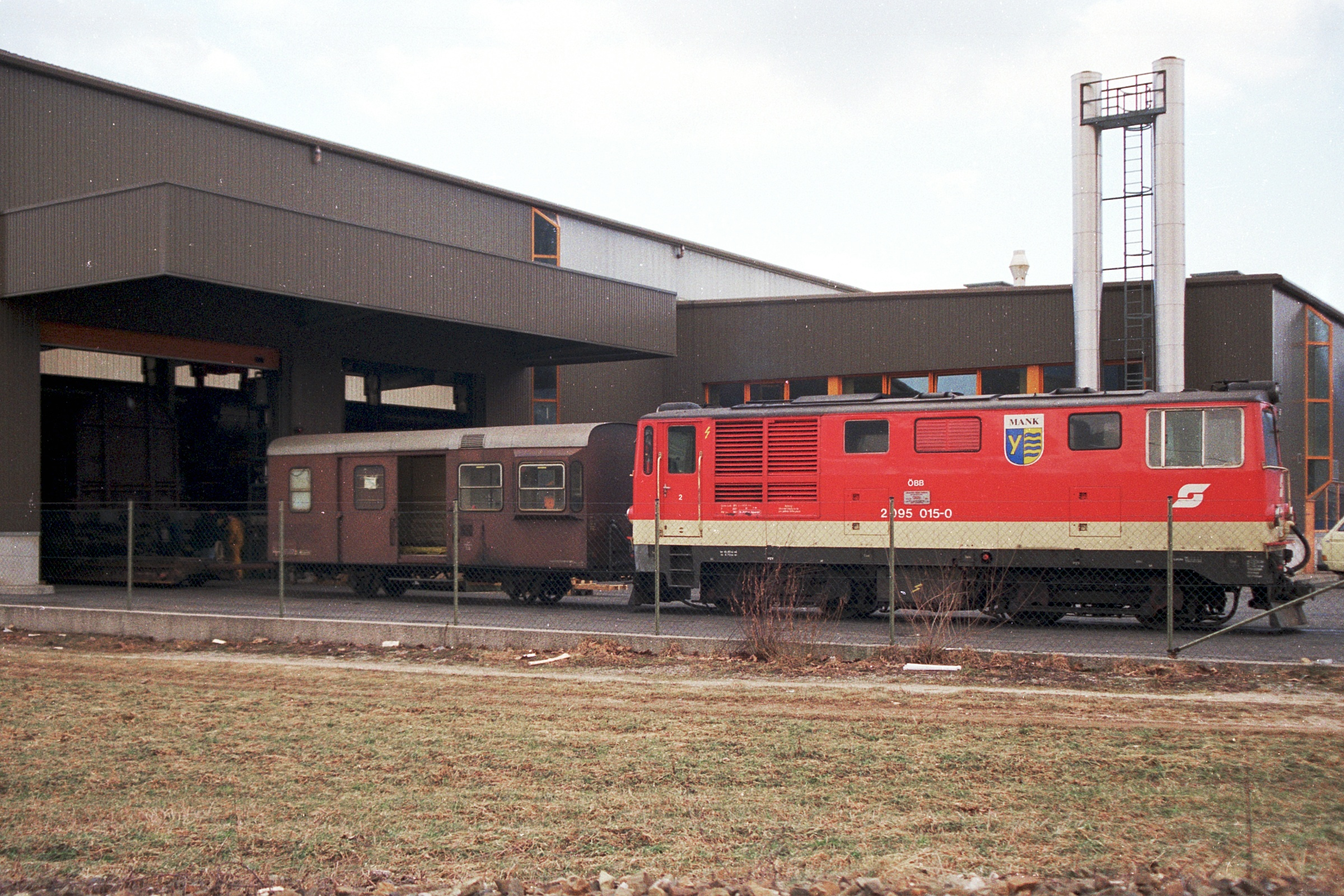
Un tren de mercaderies maniobrant en un centre de producció de Gresten, 1991

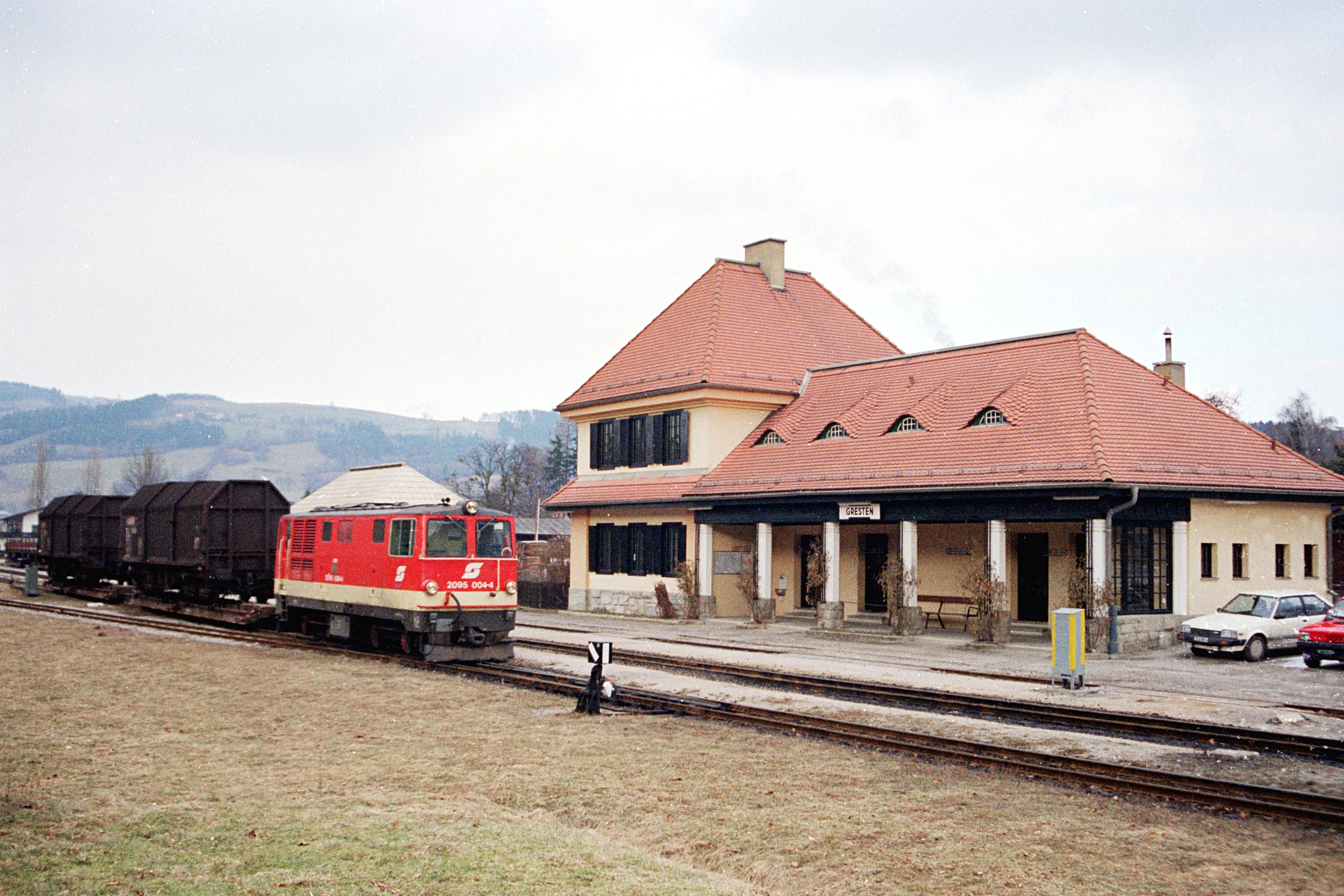
Tren de mercaderies a l'estació Gresten, 1991

Després de la reparació dels danys de la guerra, en els propers anys es van estacionar diverses locomotores dièsel de la sèrie 2041/s a Ober-Grafendorf. Amb aquestes locomotores eren lleugerament més potents que les 2040/s (capaces de transportar quatre vehicles de dos eixos), llavors es va reconvertir a la tracció diesel majoritàriament. Per a trens més llargs i trànsit de mercaderies pesades, es van mantenir indispensables les locomotores de vapor, les antigues locomotores de vapor de muntanya del ferrocarril de Mariazell de les sèries Mh i Mv. En 1953, es va introduir el sistema de numeració vigent fins avui en els Ferrocarril Federals Austríacs, l'any següent es va llençar el més extens programa de modernització dels ferrocarrils de via estreta. Entre 1954 i 1957 es van col·locar noves superestructures d'acer de disseny uniforme sobre els cotxes de passatgers. En la dècada de 1960, alguns cotxes van ser allargats per la soldadura dels separadors A la dècada de 1950, es van tornar a estudiar els plans de connectar la xarxa del ferrocarril de Mariazell amb el ferrocarril de la vall d'Ybbs. Aquests plans, que es basaven en un projecte dels ferrocarrils del Reich alemany dels anys 1940, haurien proporcionat la reubicació d'un tercer carril a la via de ferrocarril de la vall de l'Erlauf entre Wieselburg i Kienberg-Gaming.
L'adquisició de locomotores dièsel de la sèrie 2095 finalment va substituir la tracció a vapor a principis dels anys seixanta. Les pròximes dues dècades van estar fortament influïdes per l'èxode dels passatgers a conseqüència de la motorització i la tendència associada a l'establiment de línies secundàries. S'ometien àmpliament les inversions i una nova modernització de la flota de vehicles. El trànsit de passatgers es va determinat en gran manera per inversions i més de la modernització de la flota eren en gran manera, el trànsit de passatgers va ser, principalment escolar i de rodalies. En el transport de mercaderies, subjectes a fortes fluctuacions estacionals, era principalment de productes agrícoles. Alguns canvis substancials van suposar l'any 1985 l'establiment d'una empresa industrial metal·lúrgica a Gresten, que va proporcionar a partir de llavors, com a client principal del ferrocarril, un fort increment del trànsit de mercaderies.
La necessitat de portar els vagons de bogis i quatre eixos de mercaderies d'ample estàndard amb carros transportadors es va reconvertir a la secció Wieselburg - Gresten amb els vagons transportadors de sis eixos, ja que els carros transportadors utilitzats anteriorment eren adequats per al transport de vagons de dos eixos. Com a conseqüència el tren va incrementar el transport de fusta cap a les empreses processadores de Randegg i Gresten. En 1987, en va introduir a la resta de seccions i al ferrocarril de Mariazell el trànsit amb vagons portadors. La tendència a l'alça en el transport de mercaderies va donar problemes a l'empresa. Les potents locomotores de la sèrie 2095 estaven presents només en petites quantitats i només havia unes poques estacions equipades amb apartadors per a l'encreuament de trens. Per aquesta raó, el trànsit de passatgers entre Wieselburg i Gresten es va fer amb autobusos de reemplaçament des del 26 de març de 1990. El 31 de maig de 1992 el servei de passatgers va ser abandonat per complet en aquesta secció, i en 1993 es va implantar el sistema de control de trens.
El trànsit de passatgers restant entre Ober-grafendorf i Wieselburg va experimentar amb la introducció de NAT91 -un pla d'horaris amb intervals a escala nacional de l'any 1991 – una important millora a la hora de servei entre Ober-grafendorf i Ruprechthofen els dies laborables. No obstant això, a causa de la falta d'utilització, l'oferta es va retirar gradualment en els dos anys següents. Un pas més cap a la modernització va ser, l'adquisició i lliurament en 1995, de tres automotors dièsel de la sèrie 5090, com a substitució de l'antiga sèrie 2091. El 1997 també es van introduir operacions de control de trens en aquest tram de la línia.

### Introducció i ajust de les sub-seccions

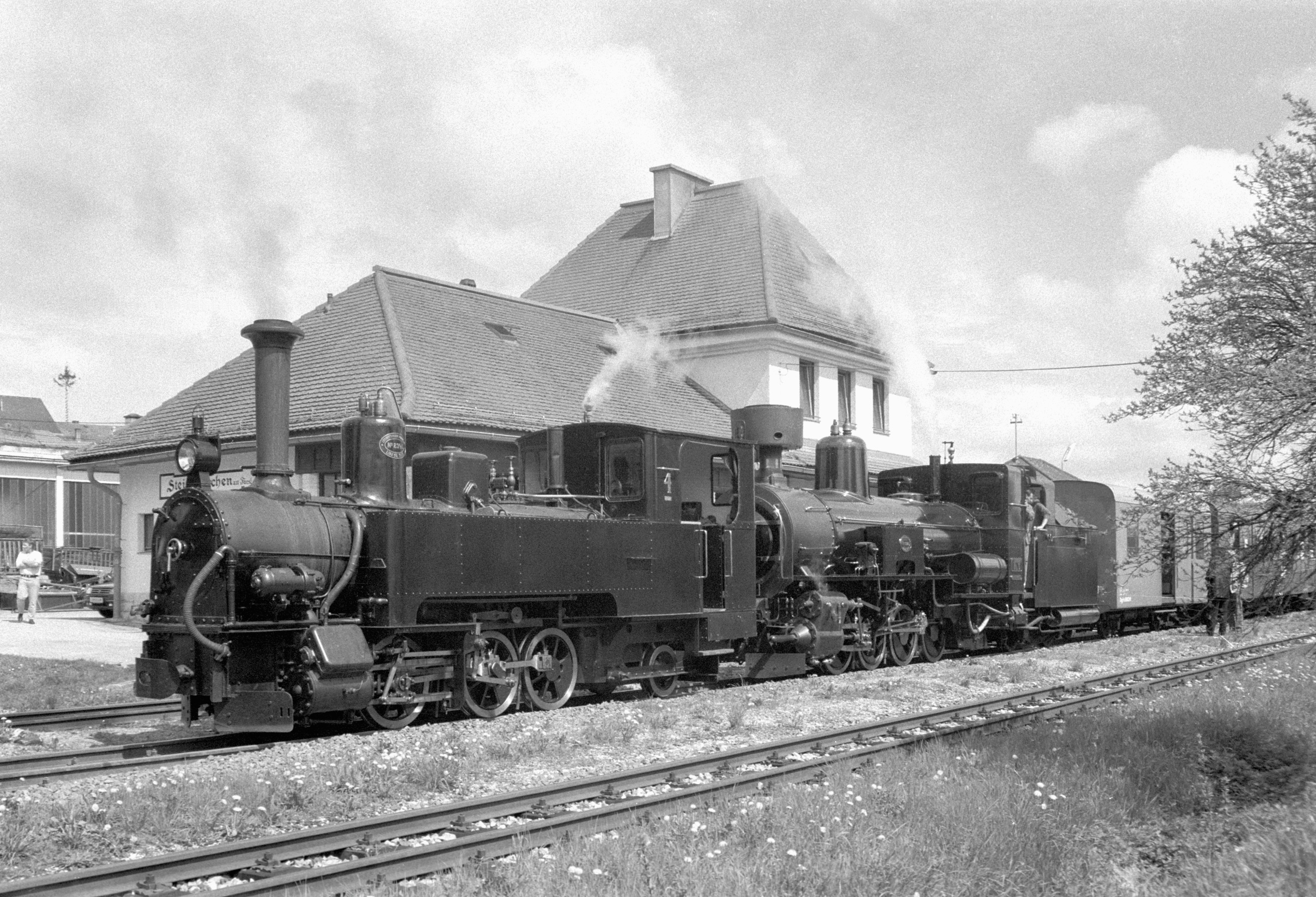
Tren especial nostàlgic amb la locomotora de vapor 4 de la SKGLB en Steinakirchen am Forst, 1996

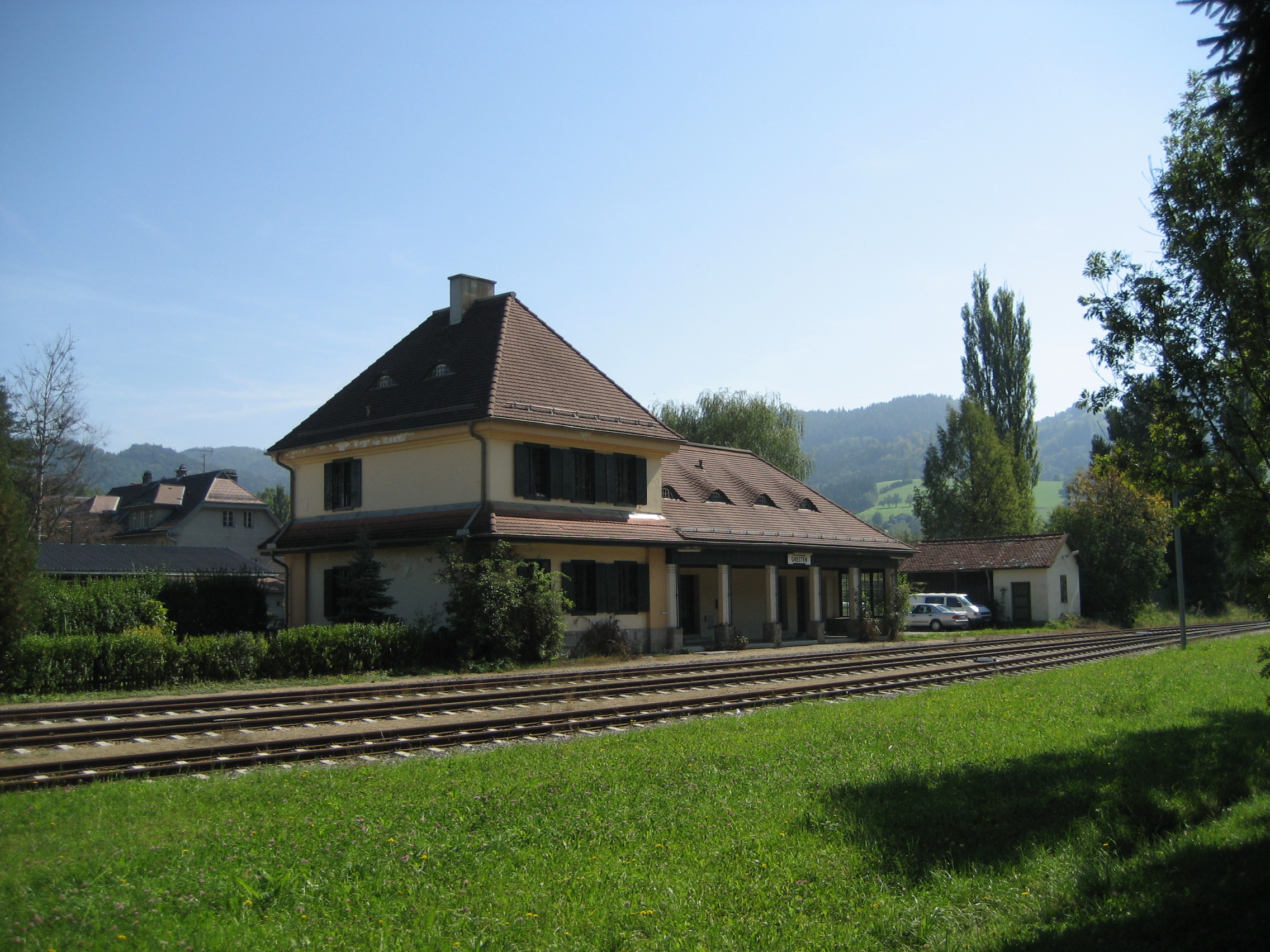
L'estació de Gresten amb les vies de ferrocarril d'ample estàndard

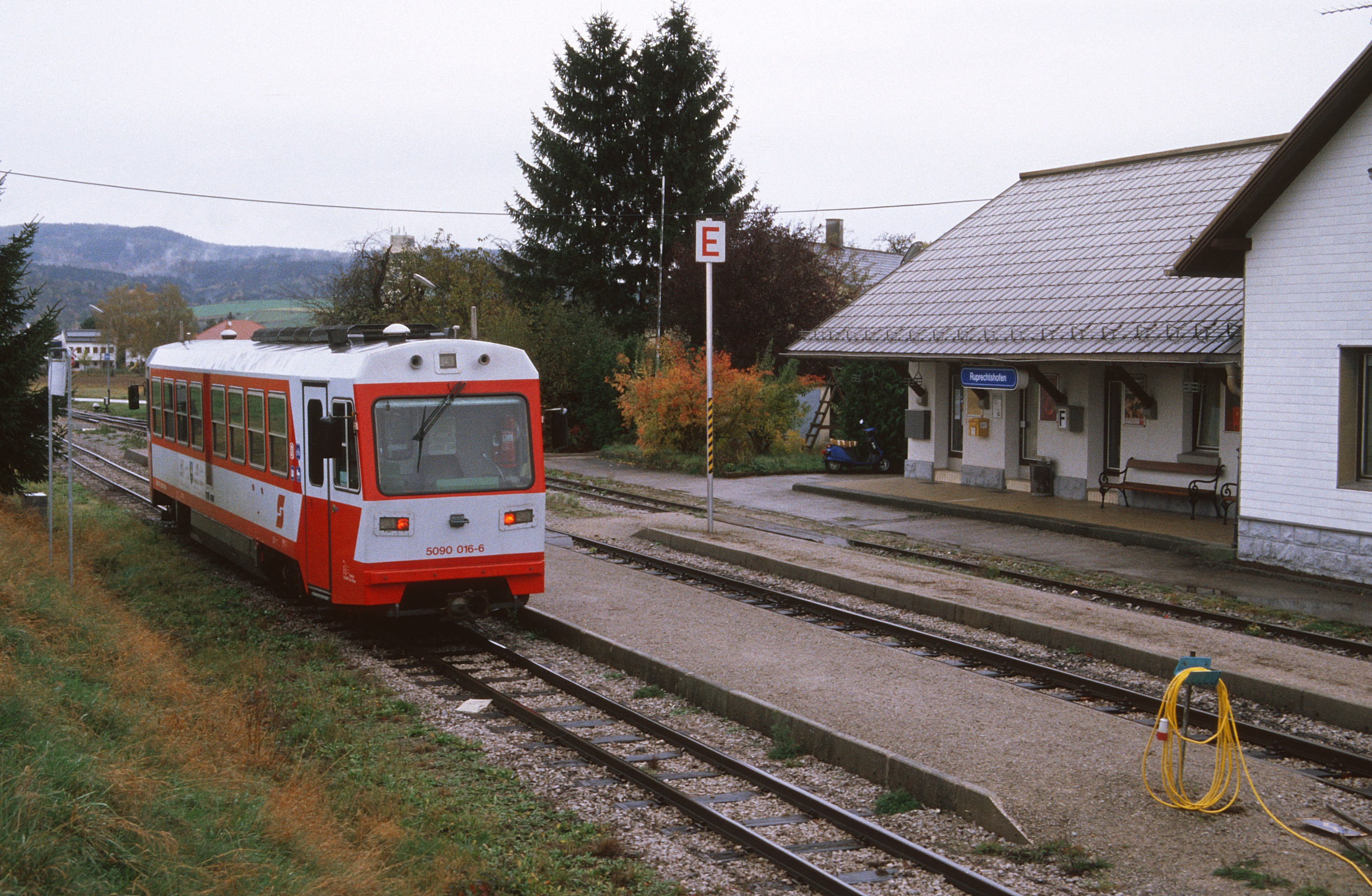
Estació De Ruprecht Hofen, 2000

Des de mitjans de la dècada de 1990, es va planificar una mesura de capacitat i eficiència en el transport de mercaderies i es va decidir la conversió de la línia Wieselburg-Gresten a ample estàndard després de l'aclariment financer de 1997. El volum de càrrega va augmentar des d'unes 20.000 tones el 1984 a les 140.000 tones el 1997, el darrer any en què s'operaria amb la línia d'ample estret. L'últim tren de via estreta de mercaderies va sortir el dia 3 d'abril de 1998. Va ser un trànsit especial amb la locomotora Mh6, i amb la supressió de la via estreta es va començar a construir immediatament amb ample estàndard. Durant la reconstrucció, el transport per a la indústria de Gresten es va fer alternativament a través del ferrocarril d'Erlauft, i des de l'estació de Neubruck per carretera. El ample de via estàndard va ser retallat amb un radi de 150 metres amb dues excepcions, la velocitat màxima es va fixar en 40 km/h. Els centres de càrrega es van instal·lar a Steinakirchen am Forst, Wang, Randegg-Franz Reith i Gresten. Com que no es va proporcionar una recuperació de trànsit de passatgers, es van abandonar les altres parades. El 16 de novembre de 1998 va sortir el primer tren de mercaderies d'ample estàndard. En les operacions de control de trens, el trànsit es seguirà tractant com si fos de gàlib estret. A final de 1998 se va interrompre el trànsit de mercaderies de via estreta del Krumpe i del ferrocarril de Mariazell conjuntament.
El sector de via a l'est de Wieselburg havia perdut amb la seva conversió com a via d'alt rendiment "Grestner" la seva funció de via d'accés de mercaderies per ST. Pölten. El trànsit de passatgers entre Ruprechthofen i Wieselburg abans era només moderadament acceptat, un aprimament del calendari va portar de nou a un èxode de passatger cap a altres mitjans de transport, i des del 15 de febrer del 2000 la ruta va ser operativa amb un servei d'autobusos que el reemplaçaven. El 14 de desembre de 2003, en trànsit entre Mank i Ruprechtshofen es va suspendre. El trànsit de passatgers de la resta de la línia, el sector d'Ober-grafendorf a Mank es va continuar fent amb automotors de la sèrie 5090 continuar per ser operat, fins i tot es van portar a terme viatges directes des de Mank fins St. Pölten. El gener de 2010, es va decidir des del Land de Baixa Àutria que el branc del Krumpe es donaria de baixa amb data 1 de gener de 2011. No se sabia si el branc entre Ober-grafendorf i Mank continuaria operant o es tancaria definitivament, però va estar obert durant molt temps, i finalment l'11 de desembre de 2010 va tancar. Des de llavors, els llocs del conjunt de la ruta han estat servits per autobusos.

### Actualitat
En 2005, es van presentar conceptes turístics com un ferrocarril amb dresines i es van realitzar a partir d'abril de 2011 a la secció entre Ruprechtshofen i Wieselburg.
En el tram entre Ober-grafendorf i Ruprechthofen, la reutilització no estava clara. El 2014 la línia i les infraestructures laterals van ser posades en venda. L'alcalde d'Ober-Grafendorf vol aconseguir les vies i també ofereix per aquesta secció un transport amb bicicletes. Altres comunitats desitgen que es construeixi un carril bici a la línia del ferrocarril. A l'estiu de 2015, finalment, la secció Bischofstetten–Ruprechtshofen va ser extreta. Entre Ober-Grafendorf i STYX Naturcosmetic i el club ferroviari Mh6. La secció de la ruta Ruprechthofen – Wieselburg podria ser utilitzada per bicicletes ferroviàries la temporada 2017. No obstant això, des de la secció de la línia Reisenhof-Lehen – Wieselburg a l'octubre de 2017 va ser desmantellada, des de la temporada 2018 només es pot conduir entre Ruprechthofen i Reisenhof-Lehen.

## Accident de 2016
El 19 d'octubre de 2016, cinc vagons de càrrega buits, part d'ells de quatre eixos de teleron, van rodar des de Randegg, a la línea Gresten-Wieselburg, probablement per un espai de 20 minutos al llarg d'una distància de 10-12 km, i van colpejar al voltant de les 11:45 h (hora de centre-europa) a Wieselburg, a prop de l'estació de tren i la fàbrica de cervesa amb el tren regional 7012 que consistia en dos cotxes, que viatjava des de St. Pölten,per Wieselburg a Scheibbs. 4 persones van resultar greument ferides i 8 de forma lleu. El ferrocarril de l'Erlaub es va posar de nou en funcionament a partir del 20 d'octubre a les sis en punt.

## Descripció de la ruta
El ferrocarril local circula pels turons dels Alps de la Baixa Àustria a través d'una regió que és principalment agrícola. Entre Ober-Grafendorf i Wieselburg travessa diverses valls des dels contraforts dels Alps cap al nord fins al Danubi. Això va requerir diversos canvis de pendent y diverses seccions de rampa.

### Ober-Grafendorf–Mank

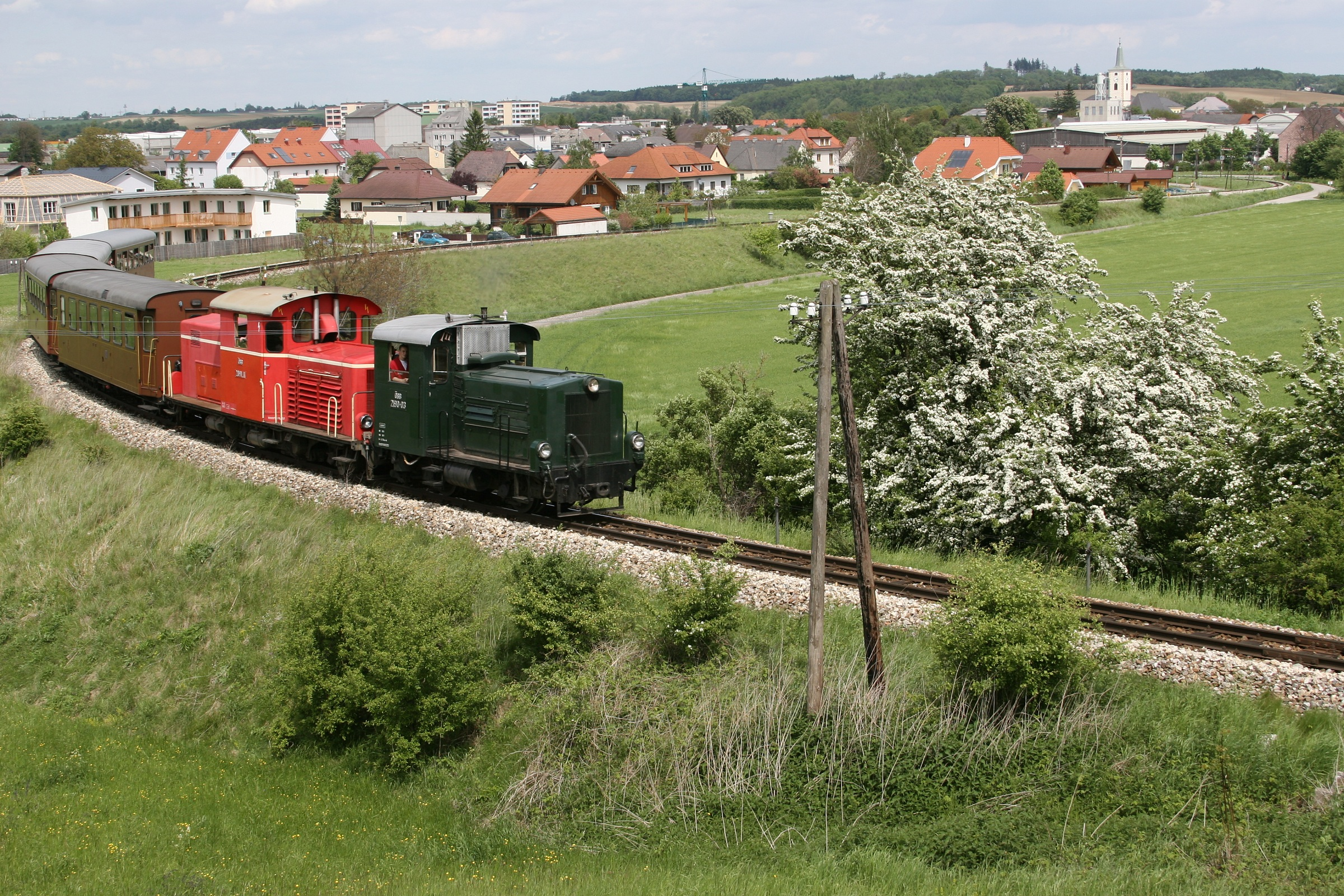
Tren especial amb 2190.03 i 2091.11 a la rampa d'Ober-Grafendorf.

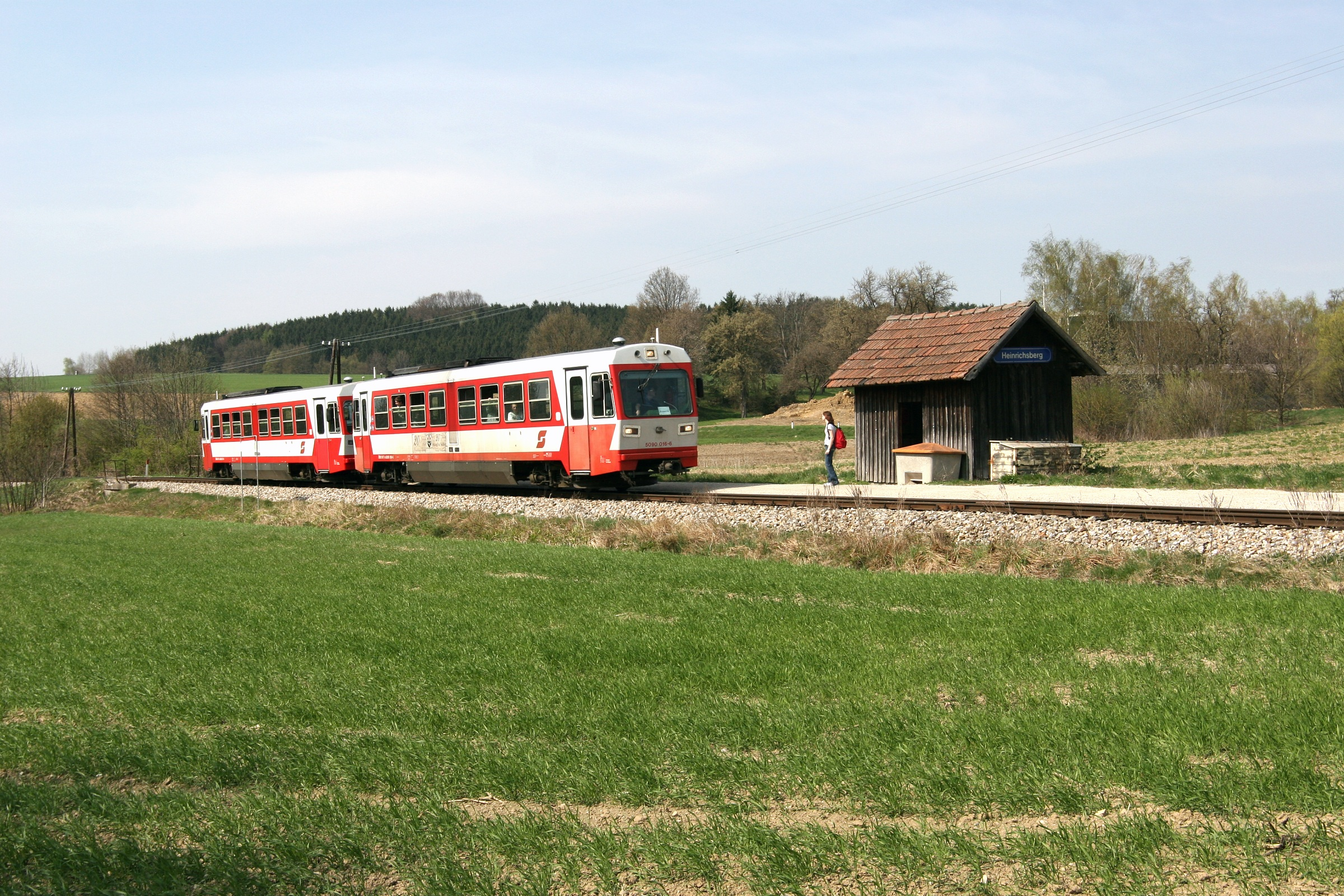
Dos automotors de la sèrie 5090 a la parada de muntanya d'Heinrich.

El punt de partida del branc anomenat "Krumpe" es l'estació d' Ober-Grafendorf del ferrocarril a Mariazell. Hi ha l'única rotonda que existeix a Austria en un ferrocarril de via estreta, que era el centre operatiu del ferrocarril local fins a la dissolució del servei. Des de 1987, és la seu de l'associació ferroviària Club Mh.6, a l'agost de 2008, la torre d'aigua (Heizhausensemble) va ser catalogat com a monument.
El tren surt de l'estació d'Ober-Grafendor mitjançant una corba a dretes en direcció oest, i immediatament en una pronunciada pendent amb una contracorba ha de superar un esglaó del terreny de la vall de Pielach. En contrast amb la línia a Mariazell, que travessa la planície en una llarga recta, aquesta és "torta" -en el dialecte local "krumpe"- que ha donat el seu nom col·loquial a la línia. Immediatament després, la ruta descendeix cap a la vall de Sierning, afluent del Pielach, que seguiex en direcció oest durant els següents quilòmetres. El ferrocarril passa por St. Margarethen a la Sierning, Bischofstetten i Kilb. Entre Kilb i la parada Heinrich Berg supera la divisòria d'aigües entre dos rierols, i després de 18 quilòmetres arriba a la ciutat de Mank.

### Mank–Wieselburg an der Erlauf

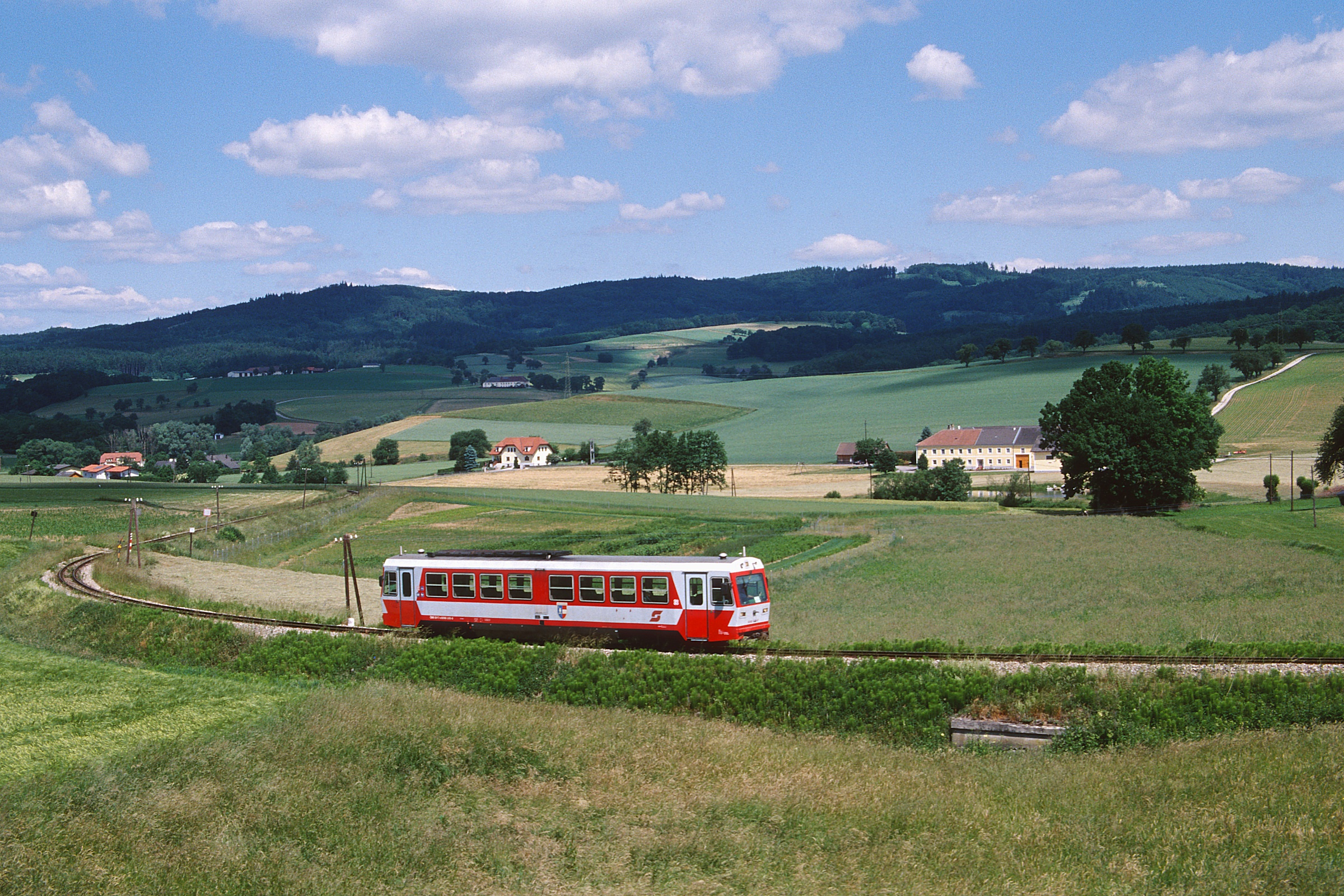
Automotor de sèrie 5090 a Sant Leonhard am Forst, març de 2003

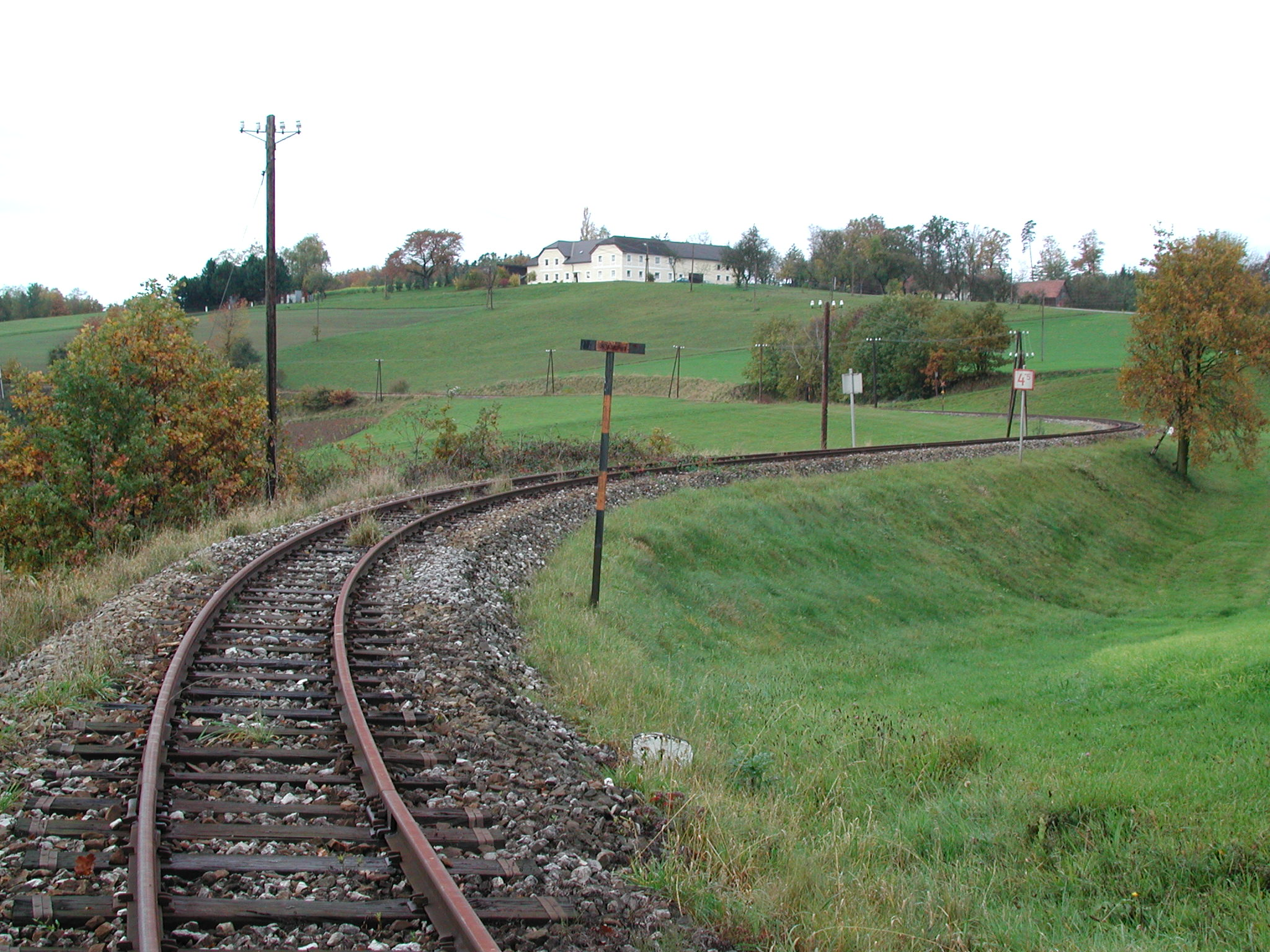
Las 27 mil·lèsimes de la rampa Grabenegg-Reinberg (novembre de 2000)

Les vies de Mank, que ha estat tancada durant un temps, que encara estan posades, són les més antigues del traçat. Darrere de l'estació de Mank la línia de ferrocarril s'acosta a la vall de la Mank, segueix aquesta però no directament, sinó a través d'un terreny ondulat al sud del riu i s'apropa a la ciutat mercantil de Sant Leonhard am Forst, que te l'estació a l'extrem nord. El tren creua Melk i poc després Ruprechthofen. Aquí hi ha una rotonda per locomotores, que ja no s'utilitzava durant els últims anys de funcionament.
El 1927 es va inaugurar la secció va arriba a Wieselburg sense pobles i només amb tres parades per al trànsit de passatgers, que servien essencialment cases disperses. Entre les parades Grabenegg-Rainberg i Reisenhof-Lehen era necessari travessar la divisòria d'aigües entre les valls de Melk i Erlauf. En aquest tram, el traçat té un pendent màxim de 27 mil·lèsimes, comparable amb les fortes rampes del ferrocarril de muntanya de Mariazell. Abans de Wieselburg, el ferrocarril local creua el riu Erlauf pel pont més gran de la línia. A l'estació de Wieselburg an der Erlauf, hi havia unes àmplia instal·lacions ferroviàries i de transbordament de mercaderies amb el ferrocarril de la vall de l'Erlaub sobre carretons en primera instància i vagons portadors després, així com una altra rotonda de vapor.

### Wieselburg an der Erlauf–Gresten
Des de Wieselburg des de l'any 1998, la via d'ample estàndard segueix el petit Erlaub, afluent de l'Erlaub. En primer lloc, arriba al mercat de Steinakirchen am Forst, a partir d'aquí la vall es fa visiblement més estreta. El paisatge ja canvia significativament, és clarament més fosc, el que garanteix un transport pesant de mercaderies derivades de la fusta i del transport. Per Wang i Perwarth el tren segueix el curs del riu aigües amunt en direcció sud-oest, aprofundint-se en els contraforts dels Alps. A Randegg la vall, i amb ella la via, gira en direcció sud-est, després de 4 quilòmetres s'aconsegueix arribar a Gresten, que és el final de línia. El lloc que, en el moment de la construcció del ferrocarril tenia una certa importància com a estació d'estiu, des dels anys 80 del segle xx també té un lloc industrial important a nivell regional, les vies condueixen directament a la fàbrica.